# 𫫇唑-4-甲醛
𫫇唑-4-甲醛是一种有机化合物，化学式为C4H3NO2。它可由噁唑-4-甲酸乙酯经二异丁基氢化铝还原制得，或通过噁唑-4-甲醇经二氧化锰氧化得到。它和丙基溴化镁反应，可以得到α-丙基噁唑-4-甲醇。